# Чалбучі
Чалбучі́ (рос. Чалбучи) — село у складі Стрітенського району Забайкальського краю, Росія. Входить до складу Ботівського сільського поселення.

## Населення
Населення — 33 особи (2010; 41 у 2002).
Національний склад (станом на 2002 рік):
- росіяни — 98 %